# Straßenzeitung

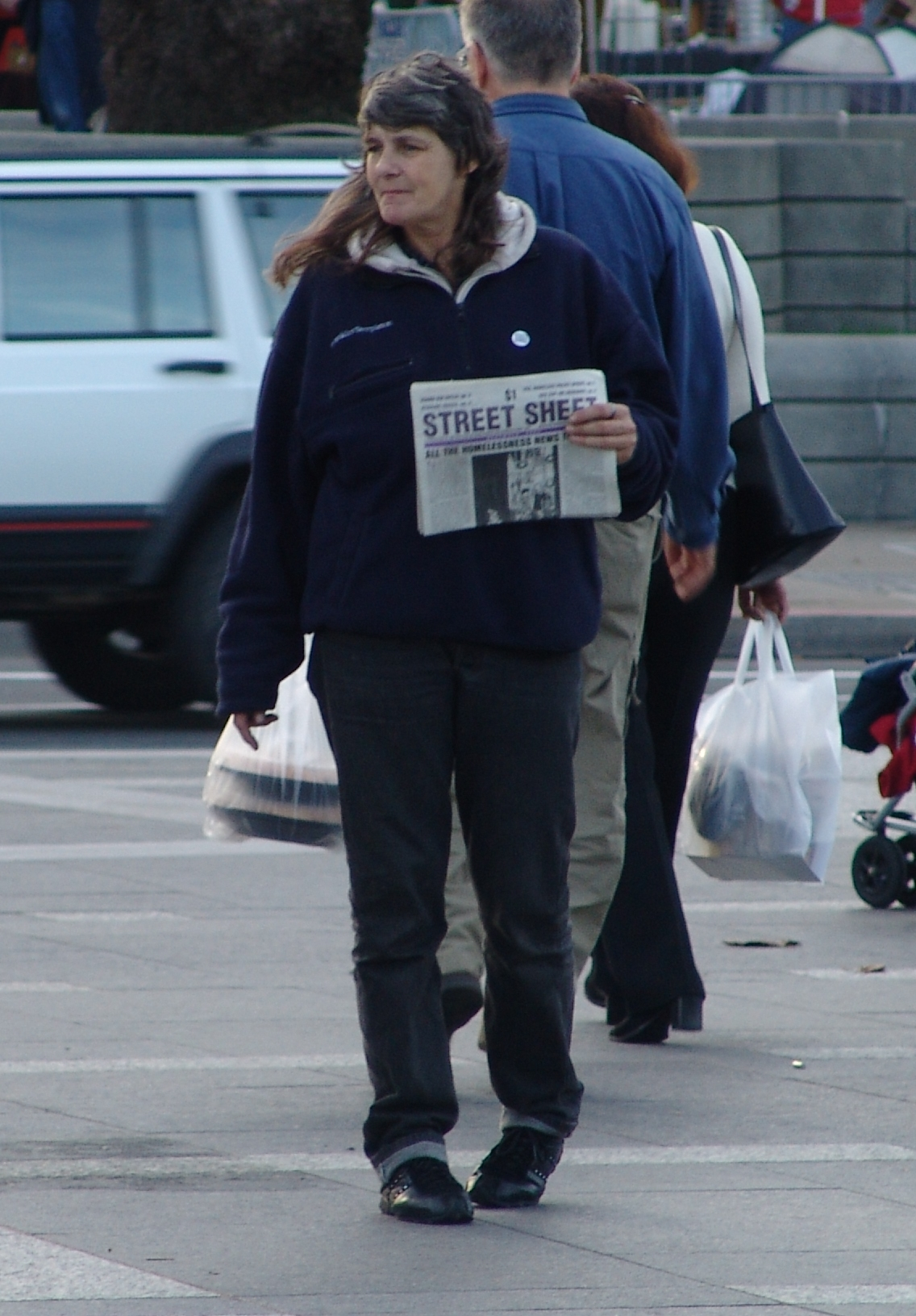
Verkäuferin einer Straßenzeitung in San Francisco

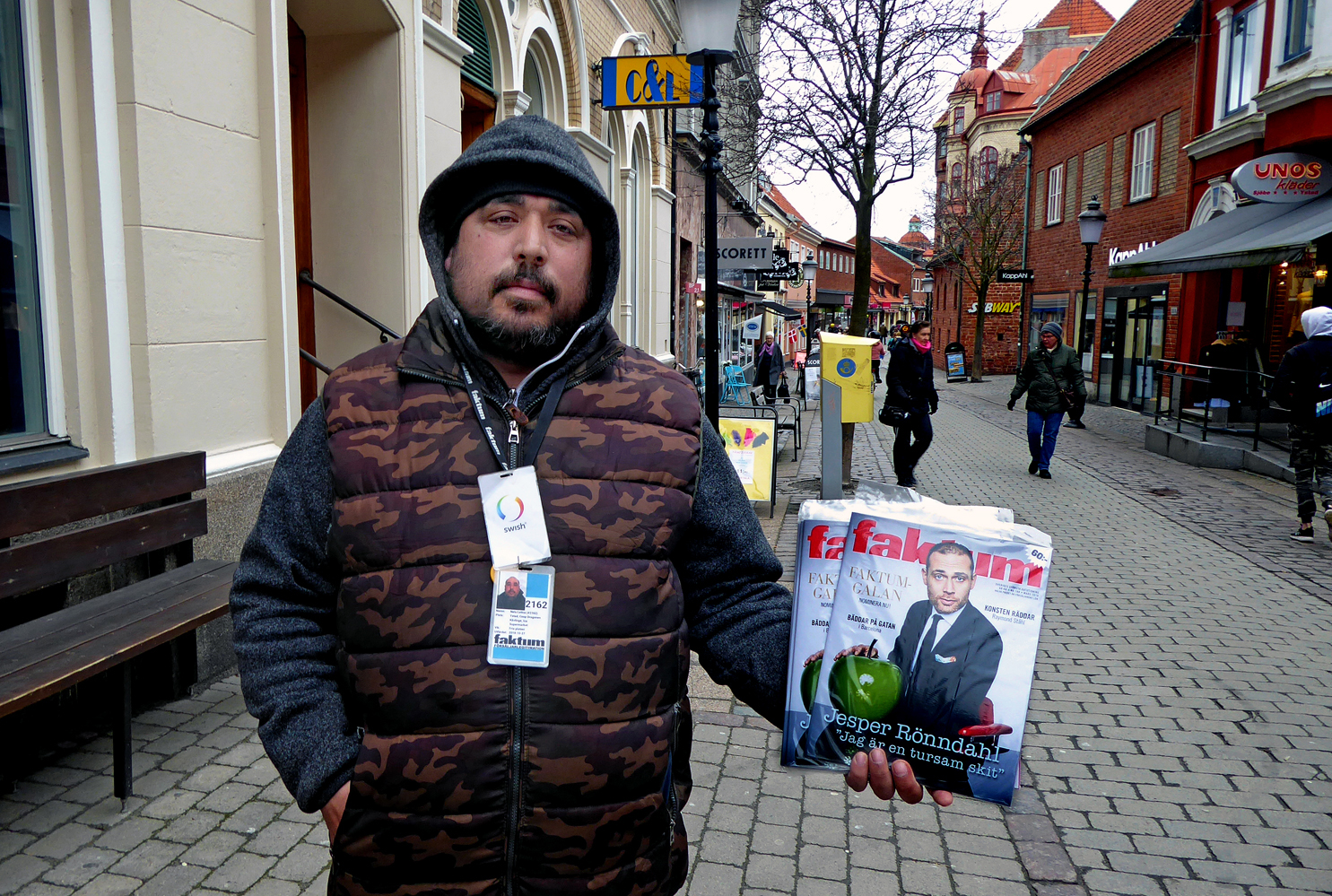
Faktum ist eine schwedische Straßenzeitung.

Straßenzeitungen oder Straßenmagazine (manchmal auch als Obdachlosenzeitungen bezeichnet) sind lokale Zeitungen oder Zeitschriften, die von Menschen in sozialer Not verkauft und in seltenen Fällen auch redaktionell mitgestaltet werden. Meist sind es Obdachlose, oft aber auch Asylbewerber oder Langzeitarbeitslose, die so einen niederschwelligen Zugang zu einer Arbeit bekommen, in Kontakt mit der Gesellschaft bleiben und ein kleines Einkommen erzielen.

## Prinzip
Ein grundlegendes Prinzip bei Straßenzeitungen ist, dass die Verkäufer mindestens 50 Prozent des Verkaufspreises als Einkommen erhalten. Oftmals kommen die Verkäufer mit den Käufern ins Gespräch, manche Verkäufer haben auch eine Stammkundschaft. Zum Teil dient der Kauf mehr dem Zweck der Spende als dem Zeitungserwerb, sodass viele gekaufte Zeitungen ungelesen bleiben. Manchmal wird der Geldbetrag vom Käufer durch ein kleines Trinkgeld aufgerundet.
Alle Verkäufer sind mit einem so genannten Verkäuferausweis ausgestattet. Je nach Zeitung wird den Verkäufern ein Verkaufsplatz zugewiesen oder sie können den Verkaufsplatz selbst bestimmen.
Für die Verkäufer gelten einige verbindliche Regeln: Es ist untersagt, die Zeitung im angetrunkenen Zustand zu verkaufen oder während des Verkaufs Alkohol zu konsumieren. Auch sollen die Verkäufer nicht nebenbei betteln.

## Geschichte
Als Vorläufer der Straßenzeitungen kann die 1927 gegründete Zeitschrift der Vagabunden gesehen werden. Gustav Brügel, Landstreicher und Schriftsteller aus Balingen bei Stuttgart, gab die erste Nummer der Zeitschrift Der Kunde heraus. Gregor Gog übernahm ab der zweiten Nummer und gründete die Bruderschaft der Vagabunden.
Die erste Straßenzeitung wurde 1989 in New York gegründet und hieß Streetnews. Zwei Jahre später gründete John Bird, inspiriert von der New Yorker Straßenzeitung, die erste Straßenzeitung Europas – The Big Issue. Unterstützt wurde er dabei von der Firma The Body Shop. The Big Issue wird seit 1991 in London verkauft und war Vorbild für viele weitere Straßenzeitungen in Europa. Das Konzept wurde auch in andere Kontinente exportiert. So etablierten sich die Straßenzeitungen The Big Issue Australia, The Big Issue South Africa, The Big Issue Namibia und The Big Issue Japan.
In den Jahren 1987 und 1988 erschienen die ersten von Hans Klunkelfuß herausgegebenen Berberbriefe, unregelmäßig erscheinend, etwa viermal im Jahr, 8–12 Seiten auf fotokopiertem Papier mit einer Auflage von 100 bis 500 Stück. Klunkelfuß und andere Wohnungslose nutzen den Verkauf der von ihnen selbst hergestellten Zeitung, um damit unabhängig von staatlicher Hilfe ihr Überleben auf der Straße zu sichern. Im Jahr 1992 erschien in Köln mit dem BankExpress, später BankExtra, heute Draussenseiter, die erste deutsche Straßenzeitung; im Oktober 1993 kamen Bürger In Sozialen Schwierigkeiten – BISS in München und 14 Tage später Hinz und Kunzt aus Hamburg dazu. Im Jahr 2006 gab es bereits ca. 30 Straßenzeitungen in Deutschland. 2010 betrug die monatliche Gesamtauflage in Deutschland 250.000 Exemplare.
1995 erschien mit dem Megaphon erstmals in Österreich eine Straßenzeitung.
Der Bekanntheitsgrad der Straßenzeitungen wurde weiter erhöht, als 2003 die Autorin Joanne K. Rowling den Straßenzeitungen erlaubte, das erste Kapitel des neuesten Harry-Potter-Bandes noch zwei Wochen vor dem offiziellen Erscheinungstermin kostenfrei abzudrucken, was auch insgesamt 24 deutschsprachige Straßenzeitungen taten (20 in Deutschland, drei in Österreich und eine in der Schweiz).
2004 würdigte der damalige UNO-Generalsekretär Kofi Annan am Tag der Armut (17. Oktober) die Arbeit der Straßenzeitungen. Er schrieb einen exklusiven Artikel zum Thema Armut, der in den Straßenzeitungen abgedruckt wurde.
Heute verkaufen weltweit 200.000 Personen Straßenzeitungen und erreichen sechs Millionen Leser.

## Dachverbände
Viele Straßenzeitungen haben sich zu Netzwerken wie International Network of Street Papers (INSP) oder The North American Street Newspaper Association (NASNA) zusammengeschlossen. Auf diesen Websites findet man auch eine umfangreiche Liste von Straßenzeitungen aus aller Welt. INSP gehören 112 Straßenzeitungen aus 40 Ländern an (Stand 2011). Seit 2003 findet unter der Schirmherrschaft des INSP der Homeless World Cup statt, bei dem Obdachlose aus aller Welt in einem Fußball-Turnier gegeneinander antreten.
Am 1. April 2000 wurde in Deutschland der Bundesverband soziale Straßenzeitungen als Dachverband der deutschen Straßenzeitungen gegründet. Dieser Dachverband löste sich jedoch im Frühjahr 2008 wieder auf. Viele deutschsprachige Straßenzeitungen aus Österreich, der Schweiz und Deutschland sind heute Teil von INSP.

## Auszeichnungen
2010 wurden die Straßenmagazine BISS (München), Donaustrudl (Regensburg), Riss (Augsburg) und Straßenkreuzer (Nürnberg) von der bayerischen SPD-Landtagsfraktion mit dem Wilhelm-Hoegner-Preis ausgezeichnet. „Die Straßenzeitungen haben sich dem Ziel verschrieben, Menschen in Not, in sozialen Schwierigkeiten, Menschen, die auf der Straße leben, zu unterstützen“, erklärte SPD-Fraktionschef Markus Rinderspacher beim Festakt im Bayerischen Landtag zur Preisverleihung.
Eine besondere typografische Ehrung erhielt Ende 2011 die Bremer Straßenzeitung Zeitschrift der Straße. Die International Society of Typographic Designers (ISTD) aus London, der internationale Berufsverband von und für Typografen und Grafiker, vergab einen Award of Excellence an das von Studenten der Hochschule für Künste Bremen gestaltete Straßenmagazin. Zudem wurde Anfang 2012 die Gestaltung des Bremer Straßenmagazins vom Type Directors Club (TDC) in New York City dreifach prämiert.

## Beispiele

### Deutschland
| Zeitung                             | Ort                                                                          | jährlich | Auflage                        | Abo                 | von                | bis          | Bemerkungen |
| ----------------------------------- | ---------------------------------------------------------------------------- | -------- | ------------------------------ | ------------------- | ------------------ | ------------ | --- |
| abseits                             | Osnabrück                                                                    | 6        | 10.000 (Weihnachtszeit 13.000) | ja                  | 29. Juli 1995      |              | |
| Arts of the Working Class           | Berlin                                                                       | 6        | 10.000                         |                     | 29. April 2018     |              | |
| Asphalt-Magazin                     | Hannover                                                                     | 12       | 25.000                         | für das Wartezimmer | 1994               |              | |
| BISS                                | München                                                                      | 11       | 35.000                         | ja                  | Oktober 1993       |              | außer August |
| bodo                                | Bochum, Dortmund                                                             | 12       | 20.000                         |                     | Februar 1995       |              | |
| Brücke                              | Erfurt                                                                       |          | 4.000–4.500                    | ja                  |                    |              | |
| Die Jerusalëmmer                    | Neumünster                                                                   | 11       | 1.000                          |                     | 1995               |              | Doppelausgabe im Juli |
| Die Ruhrstadt Zeitung               | Essen                                                                        | 6        | 9.000                          |                     |                    |              | früher: "Wohnungsloser" |
| Die Stütze                          | Berlin                                                                       |          | 12.000                         |                     | 2001               |              | |
| Die Straße                          | Wuppertal, Solingen, Remscheid                                               | 2        |                                |                     | 1994               |              | Regionalausgabe in Kooperation mit "fiftyfifti" seit 2012 |
| Donaustrudl                         | Regensburg                                                                   | 12       | 7.000                          |                     | April 1998         |              | |
| draußen!                            | Münster                                                                      | 12       | 8.000–10.000                   | ja                  | 1994               |              | viertälteste Straßenzeitung Deutschlands |
| Draussenseiter                      | Köln                                                                         | 12       | 3.000                          | ja                  | Juni 1992          |              | als "Bank-Express" Deutschlands älteste Obdachlosenzeitung |
| drObs                               | Dresden                                                                      | 10       | 7.500                          | ja                  | September 1997     |              | Juli/August und Dezember/Januar jeweils als Doppelausgabe |
| fiftyfifty                          | Düsseldorf auch in Bonn, Duisburg, Essen, Frankfurt am Main, Mönchengladbach | 12       | 60.000                         |                     | 1995               |              | in Düsseldorf 39.000 Exemplare |
| FREIeBÜRGER                         | Freiburg im Breisgau                                                         | 11       | 7.000,                         |                     | 1998               |              | außer September, auch als PDF |
| Guddzje                             | Saarbrücken                                                                  | 4        | 4.000–7.500                    |                     | 1999               |              | erscheint unregelmäßig |
| HEMPELS                             | Kiel und Schleswig-Holstein                                                  | 12       | 21.000                         |                     |                    |              | |
| Hinz&Kunzt                          | Hamburg                                                                      | 12       | 57.000                         |                     | November 1993      |              | Abonnement außerhalb von Hamburg, |
| KiPPE                               | Leipzig                                                                      | 12       | 10.000                         |                     |                    |              | |
| motz                                | Berlin                                                                       | 24       | 12.000                         | ja                  | 1995               |              | |
| Notausgang                          | Jena                                                                         |          |                                |                     |                    |              | |
| Parkbank Zeitung                    | Braunschweig                                                                 | 12       | 3.000                          |                     |                    |              | |
| Pflaster                            | Halle an der Saale                                                           |          |                                |                     |                    |              | |
| Querkopf                            | Berlin, Köln                                                                 | 12       |                                |                     |                    |              | |
| Riss                                | Augsburg                                                                     | 6        | 4.000                          |                     |                    |              | |
| Soziale Welt                        | Frankfurt am Main                                                            |          |                                |                     |                    |              | möglicherweise eingestellt... |
| Straße ohne Ausweg?                 | Gifhorn                                                                      | 6        | 1.000                          |                     |                    |              | |
| Karlsruher Straßenzeitung           | Karlsruhe                                                                    |          |                                |                     | 2005               |              | 2005: "Badens Magazin über Menschen in sozialer Not", 2001: "Das Karlsruher Strassenkind", 2014: "Karlsruher Straßenkind" |
| Strassenfeger                       | Berlin                                                                       | 18       | 8.000–9.000                    |                     | 1995               |              | |
| Straßenkreuzer                      | Nürnberg auch in Fürth, Erlangen und Umgebung                                | 11       | 12.000–21.000                  |                     | 1994               |              | auch als PDF, Doppelnummer im August/September |
| Streem – urban art & street magazin | Berlin                                                                       | 4        | 20.000                         |                     |                    |              | Aktuelle Ausgabe nur auf der Straße, frühere Ausgaben kostenlos online, erste Ausgabe 2011 noch unter dem Namen Streetmag, seit 2013 unter dem Namen streem |
| StreetJournal                       | Berlin                                                                       | 12       | 10.000                         |                     | Januar 2011        |              | kostenlos als Online-Ausgabe |
| Strohhalm                           | Rostock                                                                      | 12       | 7.000                          |                     | 1. Dezember 1995   |              | |
| TagesSatz                           | Kassel, Göttingen                                                            | 10       |                                |                     | 23. September 1994 | Februar 2020 | außer Januar und August. Im Januar und August gab es jeweils eine Verkäuferausgabe, Kassel (seit 1994), Göttingen (seit 1996), Auflage 3000–3500 (Stand: Sept. 2004), auch als PDFs ladbar. Eingestellt im Februar 2020; aufgegangen im Asphalt-Magazin (Hannover) als Asphalt-Regionalausgabe Göttingen-Kassel. |
| Trott-war                           | Stuttgart                                                                    | 14       | 30.000                         |                     | 17. November 1994  |              | zwei Sonderausgaben jährlich |
| Wohnungs-Looser                     | Michelstadt                                                                  |          |                                |                     |                    |              | |
| Zeitschrift der Straße              | Bremen, Bremerhaven                                                          | 6        | 13.000                         |                     | 2. Februar 2011    |              | |

### Österreich
- 20er: Innsbruck, monatlich (Juli/August und Dezember/Jänner jeweils eine Doppelnummer), Auflage 15.000
- Apropos: Salzburg, monatlich, Auflage 10.000
- Augustin: Wien, 14-täglich, Auflage 17.500[38]
- Eibisch-Zuckerl: Wiener Neustadt, zweimonatlich, Auflage 6.000 (mit Ende 2019 eingestellt[39])
- kaz: Kärntner Allgemeine Zeitung, Klagenfurt, Villach, monatlich mit 48 Seiten (Dezember/Jänner als Doppelnummer), Auflage 10.000 bis 17.000
- Kupfermuckn: Linz, Wels, Steyr, monatlich, Auflage zwischen 30.000 und 50.000
- Los-Magazin: Südosten Österreichs, Erstausgabe Februar 2020, erscheint 4 mal jährlich; Das los-Magazin ist die Fortführung des Eibisch-Zuckerls ➜ 1. Auflage 2.000 Stk. Das Magazin besteht im Kern aus dem SOL-Magazin – es wird ergänzt von Berichten, Artikeln und Beiträgen mit hoher regionaler Relevanz![40]
- marie – Die Vorarlberger Straßenzeitung, monatlich, Auflage zwischen 20.000 und 30.000
- Megaphon: Graz, monatlich, Auflage 15.000, mit Erstausgabe Oktober 1995 früheste Straßenzeitung Österreichs
- MO Magazin für Menschenrechte (Verein SOS Mitmensch): Wien, 4-mal jährlich, Auflage 30.000 (20.000 Beilage in der Tageszeitung Der Standard; 8–10.000 Stück über Kolportage verkauft), seit Dez. 2003, 48 Seiten
- The Global Player (ehemals Die Bunte Zeitung): Wien, Salzburg, Graz, Linz, Klagenfurt, alle 4 bis 8 Wochen
- Uhudla: Wien, 3- bis 4-mal jährlich, Auflage 10.000

### Schweiz
- Surprise: Zürich, Basel, Bern, St. Gallen, Auflage 23.000
- GasseZiitig Lozärn, Luzern, Auflage 8.000–14.000[41]

### International
The Big Issue ist eine international bekannte und erfolgreiche Londoner Straßenzeitung, die von professionellen Journalisten geschrieben und meist von obdachlosen Menschen verkauft wird. Fünf verschiedene lokale Ausgaben werden in Großbritannien verkauft, weiters wurden Zeitungsprojekte in vier weiteren Ländern initiiert: Australien (vier verschiedene Ausgaben), Südafrika, Namibia und Japan.
In Europa sind Straßenzeitungen weit verbreitet, man findet sie in fast allen großen Städten. Bekannte Straßenzeitungen sind u. a. The Big Issue (Großbritannien), Fedél Nélkül (Budapest), Terre Di Mezzo (Mailand), Z Magazine (Amsterdam), Situation STHLM (Stockholm), Hus Forbi (Dänemark).